# Aivars Bogdanovs
Aivars Bogdanovs (* 27. Februar 1965 in Cēsis) ist ein ehemaliger lettischer Biathlet.
Aivars Bogdanovs lebt in Riga und arbeitet als Feuerwehrmann. Er startete für CPSK Olympic und begann 1980 mit dem Biathlon. Bogdanovs gehörte zu einer Generation von lettischen Biathleten, die vor der Loslösung von der Sowjetunion kaum eine Chance auf internationale Einsätze hatte, nach der Trennung aber mit Läufern wie Ilmārs Bricis, Oļegs Maļuhins und Gundars Upenieks zur ersten Generation der lettischen Biathleten gehörte, die international in Erscheinung traten. Mit diesen Dreien startete er jeweils auch bei den Olympischen Winterspielen 1992 in Albertville und 1994 in Lillehammer. In Albertville erreichte er die Ränge 40 im Sprint und 62 im Einzel, in Lillehammer wurde er 66. im Sprint. Mit den drei genannten Läufern wurde er zudem bei beiden Spielen 16. in den Staffelrennen. Dazwischen nahm er an den Biathlon-Weltmeisterschaften 1993 in Borowez teil und wurde 36. im Sprint, 64. des Einzels und lief im Staffelrennen mit Maļuhins, Jēkabs Nākums und Upenieks als Schlussläufer auf den 18. Platz. Nach den Spielen in Lillehammer dauerte es bis 1997 in Osrblie, dass Bogdanovs nochmals an Biathlon-Weltmeisterschaften teilnehmen konnte und 69. des Einzels wurde. Letztes Großereignis wurden die Sommerbiathlon-Weltmeisterschaften 1998 in Osrblie. Hier wurde der Lette 22. des Sprints, 28. der Verfolgung und mit Maļuhins, Upenieks und Bricis Staffel-Sechster. Bis 1998 nahm Bogdanovs regelmäßig auch an Rennen des Biathlon-Weltcups teil. Bestes Resultat war ein 47. Platz bei einem Sprint in Östersund, den er in der Saison 1992/93 erreichte. Nach seiner aktiven Karriere begann er in offizieller Funktion für den lettischen Verband zu arbeiten.

## Biathlon-Weltcup-Platzierungen
Die Tabelle zeigt alle Platzierungen (je nach Austragungsjahr einschließlich Olympische Spiele und Weltmeisterschaften).
- 1.–3. Platz: Anzahl der Podiumsplatzierungen
- Top 10: Anzahl der Platzierungen unter den ersten zehn (einschließlich Podium)
- Punkteränge: Anzahl der Platzierungen innerhalb der Punkteränge (einschließlich Podium und Top 10)
- Starts: Anzahl gelaufener Rennen in der jeweiligen Disziplin

| Platzierung                                | Einzel | Sprint | Verfolgung | Massenstart | Team | Staffel | Gesamt |
| ------------------------------------------ | ------ | ------ | ---------- | ----------- | ---- | ------- | ------ |
| 1. Platz                                   |        |        |            |             |      |         |        |
| 2. Platz                                   |        |        |            |             |      |         |        |
| 3. Platz                                   |        |        |            |             |      |         |        |
| Top 10                                     |        |        |            |             |      |         |        |
| Punkteränge                                |        |        |            |             | 1    | 4       | 5      |
| Starts                                     | 12     | 23     |            |             | 1    | 4       | 40     |
| Stand: Daten möglicherweise nicht komplett |        |        |            |             |      |         |        |